# Igreja de Nederluleå
A Igreja de Nederluleå (em sueco: Nederluleå kyrka) é uma igreja luterana do século XV, situada na aldeia paroquial de Gammelstad, a 10 quilômetros a noroeste da cidade de Lula. Faz parte do património mundial da UNESCO.

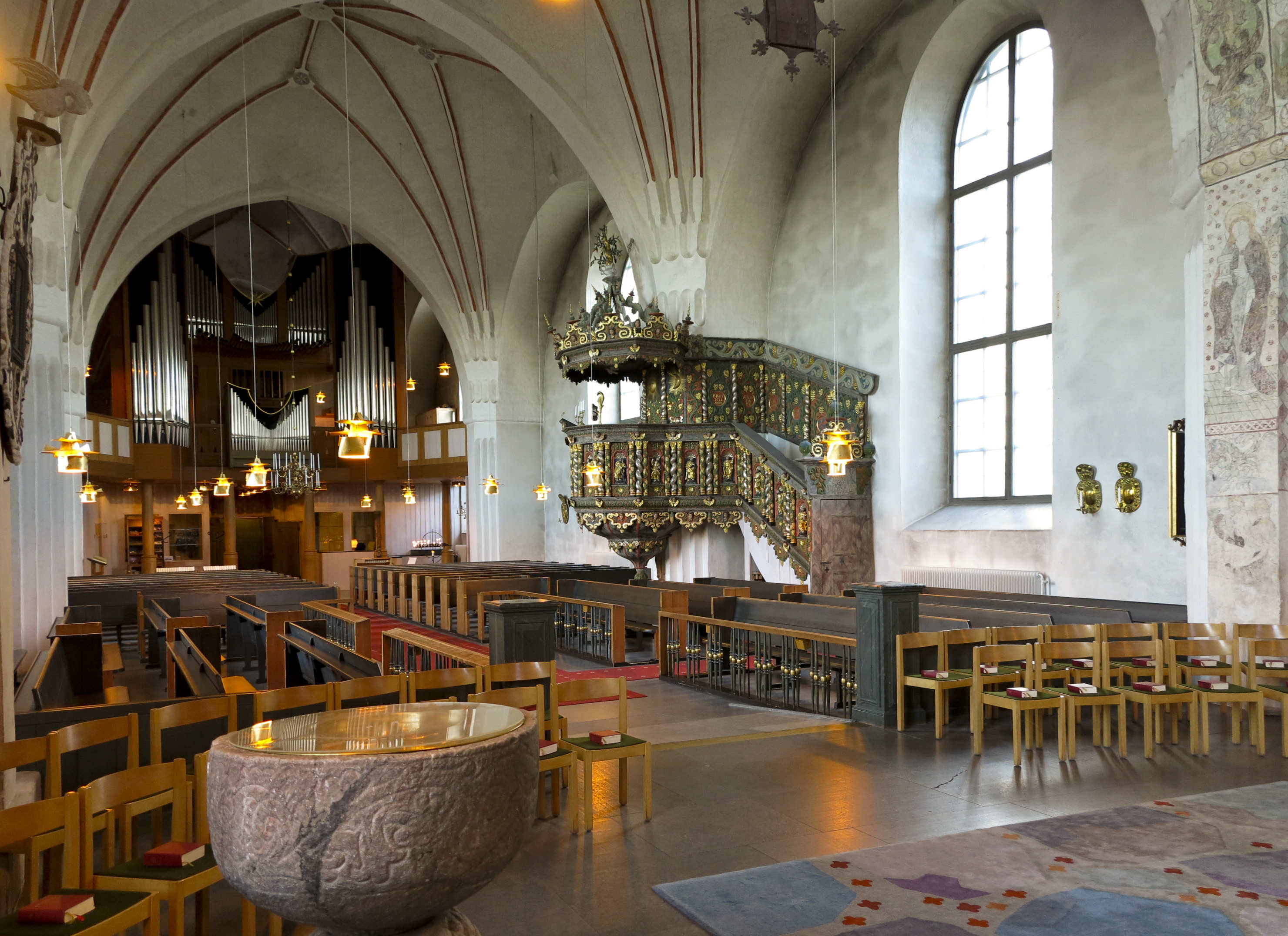
Interior
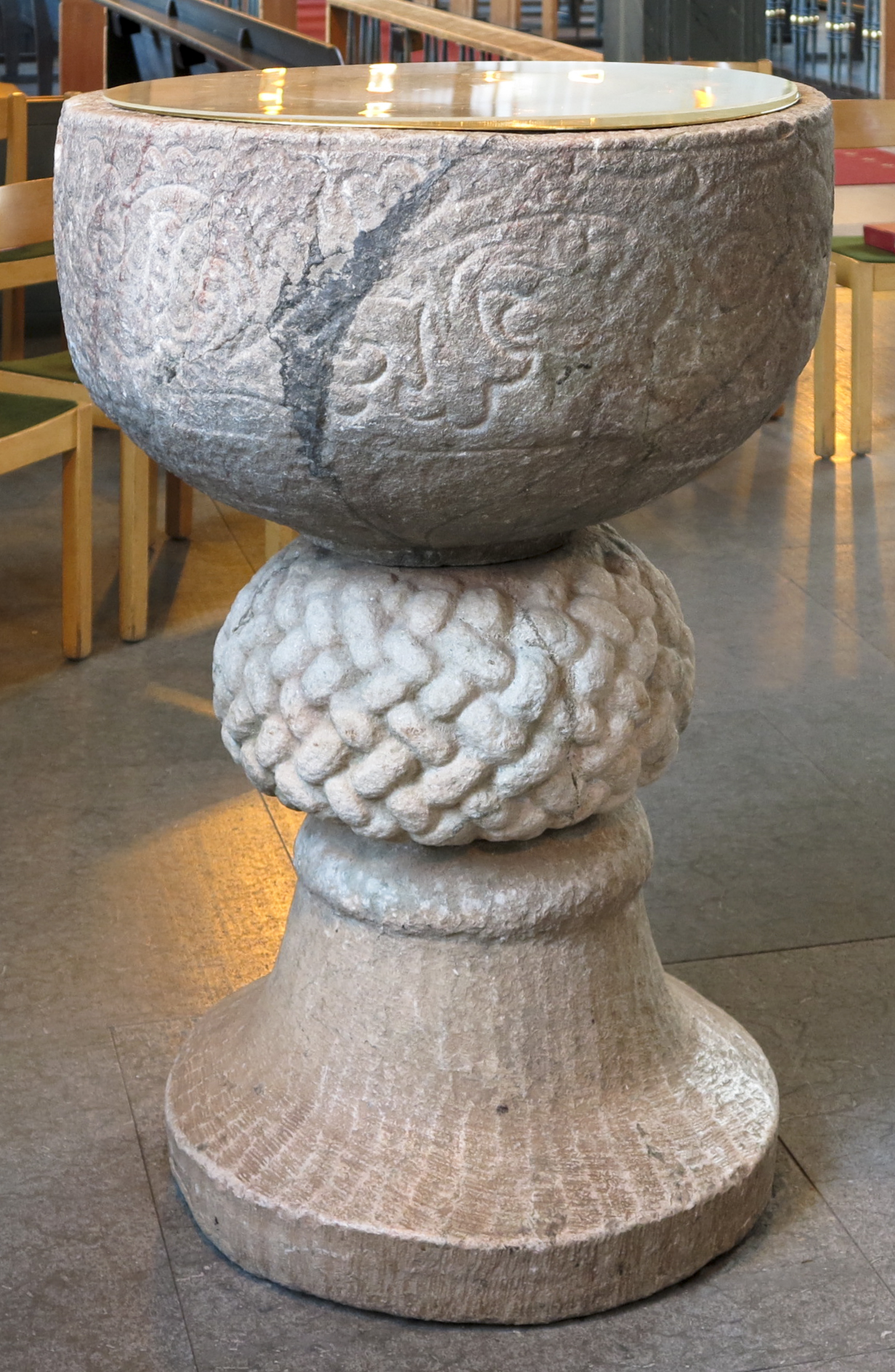
Pia batismal
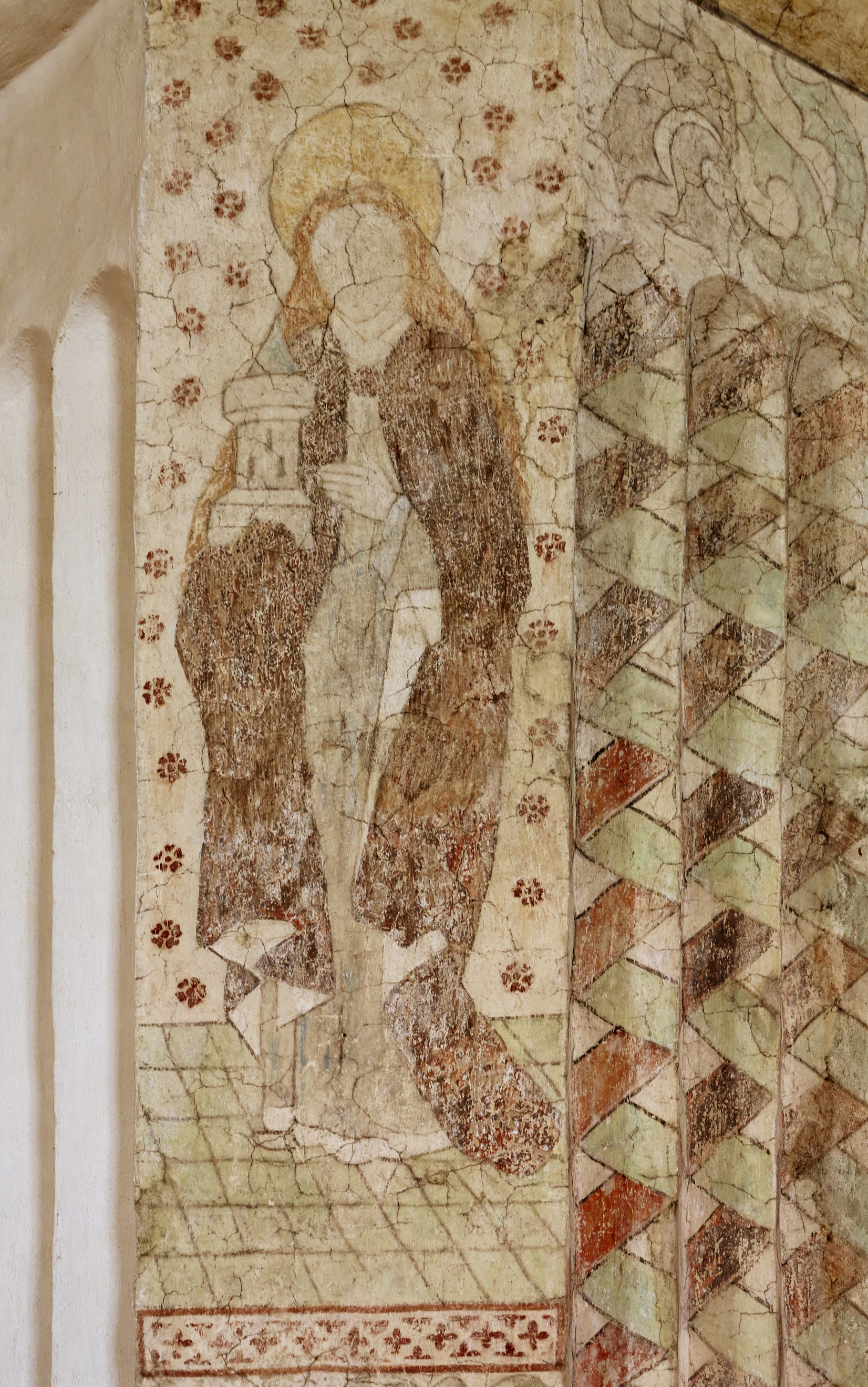
Pinturas murais
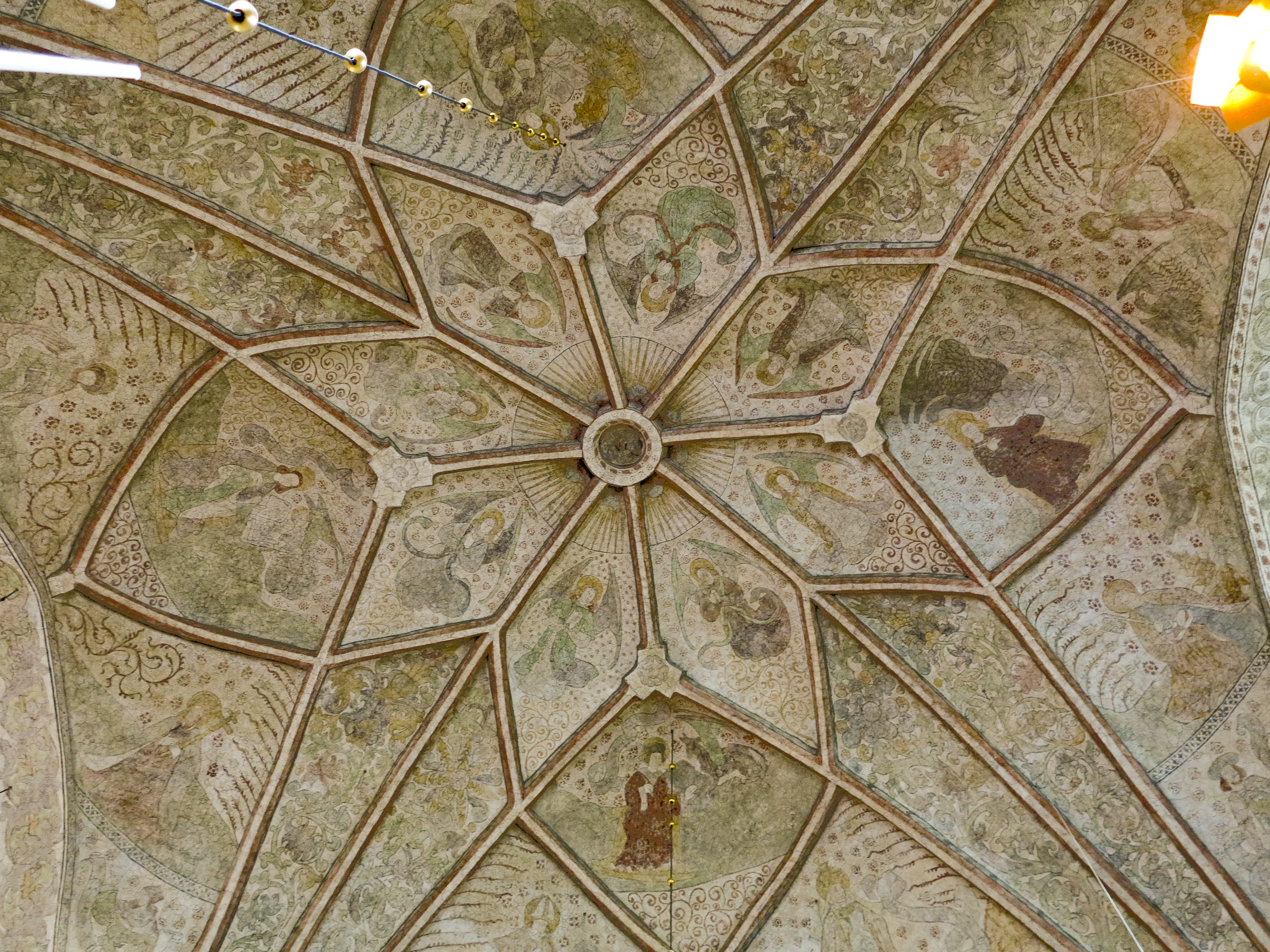
Pinturas murais